# Айеле Абшеро
Айеле Абшеро — эфиопский легкоатлет, бегун на длинные дистанции. Восьмой в списке самых быстрых марафонцев мира.
Победитель 15-километрового пробега Zevenheuvelenloop 2008 года. Чемпион мира по кроссу 2009 года в личном первенстве среди юниоров. 3-е место в 15-километровом Монтферландском пробеге 2009 года. В 2011 году занял 4-е место на полумарафоне CPC Loop Den Haag и 1-е место на полумарафоне Эгмонд-ан-Зее.
Дебютировал на марафоне в Дубае и сразу же стал победителем Дубайского марафона 2012 года с результатом 2:04:23. По показанному времени сразу же занял четвёртую строчку в списке самых быстрых марафонцев мира и вошёл в олимпийскую сборную Эфиопии. На олимпийском марафоне в Лондоне сошёл после 35 км.
В 2013 году выступил на Лондонском марафоне, на котором занял 3-е место с результатом 2:06.57.
12 января 2014 года во второй раз выиграл полумарафон Эгмонд-ан-Зее — 1:02.52. 13 апреля 2014 года выступил на Лондонском марафоне. Первую половину дистанции бежал в основной группе лидеров, но затем начал отставать и финишировал на 4-м месте с результатом 2:06.31.
20 сентября 2015 года занял 9-е место на пробеге Dam tot Damloop.